# سلاح (فیلم ۱۹۸۹)
سلاح (به هندی: Hathyar) فیلمی محصول سال ۱۹۸۹ و به کارگردانی جی. پی. دوتا است. در این فیلم بازیگرانی همچون درمندرا، سانجی دات، سانجیتا بجلانی، ریشی کاپور، کولبوشان کارباندا، آشا پارک، آمریتا سینگ، پانت ایثار، شیاما، پارش راوال ایفای نقش کرده‌اند.